# Albert Staaff
Albert Wilhelm Staaff, född 24 november 1821 i Sankt Nikolai församling, Stockholm, död 23 januari 1895 i Adolf Fredriks församling, Stockholms stad, var en svensk präst och riksdagsman. Han var far till Karl Staaff och Pehr Staaff.
Staaff var kyrkoherde i Adolf Fredriks församling i Stockholm och var ledamot av andra kammaren i Sveriges riksdag 1873–1875, invald i Stockholms stads valkrets. Han var bland annat preses i Samfundet Pro Fide et Christianismo.